# دوري السوبر السلوفاكي
دوري السوبر السلوفاكي (بالسلوفاكية: Corgoň liga) هي الدرجة الممتازة لكرة القدم في سلوفاكيا، ويشارك في الدوري الممتاز 12 نادي. وتم تأسيسه في عام 1993.